# Panomkorn Saisorn
Panomkorn Saisorn (thailändisch พนมกรณ์ สายสอน, * 31. Dezember 1981 in Yasothon) ist ein ehemaliger thailändischer Fußballspieler.

## Karriere
Panomkorn Saisorn stand von 2009 bis 2012 bei Police United unter Vertrag. Wo er vorher gespielt hat, ist unbekannt. Der Verein aus der thailändischen Hauptstadt Bangkok spielte 2009 in der zweiten Liga, der Thai Premier League Division 1. Ende 2009 feierte er mit Police die Meisterschaft und den Aufstieg in die erste Liga. 2013 wechselte er zum Ligakonkurrenten TOT SC. Für den ebenfalls in Bangkok beheimateten Verein absolvierte er 59 Erstligaspiele. Nach Vertragsende war er 2016 vertrags- und vereinslos. Der Bangkoker Drittligist Chamchuri United FC nahm ihn Anfang 2017 für zwei Jahre unter Vertrag. Mit dem Klub spielte er in der dritten Liga, der Thai League 3. Hier trat man in der Lower Region an. Nach Vertragsende ist er seit Anfang 2019 vertrags- und vereinslos.

## Erfolge
Police United
- Thai Premier League Division 1: 2009  ▲